# Kerry Weiland
Pour les articles homonymes, voir Weiland.
Kerry Pauline Weiland (née le 18 octobre 1980 à Palmer dans l’état de l'Alaska aux États-Unis) est une joueuse américaine de hockey sur glace qui évoluait dans la sélection nationale féminine en tant que défenseure. Elle a remporté une médaille d'argent olympique en 2010 à Vancouver  et trois médailles aux championnats du monde.

## Biographie

### Carrière internationale
Avec l'équipe des États-Unis de hockey sur glace féminin, elle remporte le Championnat du monde 2008 et 2009, termine deuxième du Championnat du monde 2004 et 2007 et obtient la médaille d'argent aux Jeux olympiques d'hiver de 2010 à Vancouver.

## Statistiques

### En club
| Saison    | Équipe               | Ligue |    | Saison régulière | Saison régulière | Saison régulière | Saison régulière | Saison régulière |   | Séries éliminatoires | Séries éliminatoires | Séries éliminatoires | Séries éliminatoires | Séries éliminatoires |
| Saison    | Équipe               | Ligue | PJ | B                | A                | Pts              | Pun              | PJ               | B | A                    | Pts                  | Pun                  |                      |                      |
| 1999-2000 | Badgers du Wisconsin | NCAA  | 33 | 10               | 25               | 35               | 72               |                  |   |                      |                      |                      |                      |                      |
| 2000-2001 | Badgers du Wisconsin | NCAA  | 35 | 12               | 37               | 49               | 76               |                  |   |                      |                      |                      |                      |                      |
| 2001-2002 | Badgers du Wisconsin | NCAA  | 33 | 8                | 14               | 22               | 36               |                  |   |                      |                      |                      |                      |                      |
| 2002-2003 | Badgers du Wisconsin | NCAA  | 32 | 4                | 14               | 18               | 65               |                  |   |                      |                      |                      |                      |                      |
| 2007-2008 | Flames de Vaughan    | LCHF  | 15 | 8                | 3                | 11               | 20               | 2                | 0 | 1                    | 1                    | 0                    |                      |                      |

### Au niveau international
| Année | Équipe     | Compétition          |   | PJ | B | A | Pts | Pun | +/-               |  | Résultat |
| 2004  | États-Unis | Championnat du monde | 5 | 0  | 0 | 0 | 2   | +8  | Médaille d'argent |  |          |
| 2007  | États-Unis | Championnat du monde | 5 | 0  | 1 | 1 | 2   | +5  | Médaille d'argent |  |          |
| 2008  | États-Unis | Championnat du monde | 5 | 0  | 0 | 0 | 6   | +1  | Médaille d'or     |  |          |
| 2009  | États-Unis | Championnat du monde | 5 | 0  | 0 | 0 | 2   | +3  | Médaille d'or     |  |          |
| 2010  | États-Unis | Jeux olympiques      | 5 | 1  | 1 | 2 | 4   | +6  | Médaille d'argent |  |          |